# Gymnogryllus borneensis
Gymnogryllus borneensis is een rechtvleugelig insect uit de familie krekels (Gryllidae). De wetenschappelijke naam van deze soort is voor het eerst geldig gepubliceerd in 1996 door Ichikawa.